# Bătești (okręg Prahova)
Bătești – wieś w Rumunii, w okręgu Prahova, w gminie Brazi. W 2011 roku liczyła 1716 mieszkańców.